# Fronteira Irlanda–Reino Unido
A fronteira entre a Irlanda e o Reino Unido é a linha que limita os territórios da República da Irlanda e Reino Unido. É conhecida com o nome de fronteira irlandesa (em inglês, Irish border, na Irlanda conhecida como The border), separando a República da Irlanda da Irlanda do Norte.
Com 499 km de comprimento entre Lough Foyle a oeste e Carlingford Lough a leste, na costa do Mar da Irlanda. É a única fronteira terrestre da República da Irlanda, e é hoje uma fronteira aberta entre dois estados da União Europeia.
A fronteira foi criada em 1920 pelo Parlamento do Reino Unido em aplicação do Government of Ireland Act. Seis dos trinta e dois condados da Irlanda foram atribuídos à Irlanda do Norte e os vinte restantes formaram o novo estado irlandês.
Originalmente destinada a ser uma fronteira interna do Reino Unido da Grã-Bretanha e Irlanda, a fronteira tornou-se de facto uma fronteira internacional em 6 de dezembro de 1922 com a criação do Estado Livre Irlandês. Inicialmente criado para ser um dominion, o Estado Livre Irlandês foi largamente independente desde a sua criação, e o seu estatuto não foi formalizado senão com a adoção do Estatuto de Westminster em 1931.
O Tratado Anglo-Irlandês de dezembro de 1921, que permitiu a criação do Estado Livre Irlandês, retoma a fronteira de 1920 como fronteira de facto. Uma comissão de fronteira deveria desenhar o limite com base nas diferenças demográficas no norte da ilha, mas as suas recomendações nunca foram aprovadas por uma ou ambas as partes, e a fronteira foi estabelecida sobre o traçado de 1920, nunca tendo sido publicado o relatório da comissão.
Entre finais da década de 1960 e a conclusão do processo de paz na década de 1990 decorreu o período mais complexo no conflito da Irlanda do Norte, que ficou conhecido como The Troubles. Envolveu organizações paramilitares republicanas e lealistas, e ativistas políticos e grupos pró-direitos civis, a Real Polícia do Ulster (polícia britânica no Ulster, também denominada RUC), ao Exército Britânico e outros grupos na Irlanda do Norte. O conflito terminou com a assinatura do Acordo de Sexta-Feira Santa (ou Acordo de Belfast) em 10 de abril de 1998. Não obstante, a violência continuou depois desta data e ainda há eclosões de forma ocasional mas de pequena escala.